# Леонард Стоцкел
Леонард Стоцкел (нім. Leonard Stöckel, Stöckl або нім. Stöckelius) (1510–1560) — лютеранський мислитель, богослов, письменник, гуманіст і впливовий реформатор в Угорському королівстві.

## Життєпис
Народився 1510 року в королівському вільному місті Bártfa (Бардіїв), де його батько працював ковалем, а також служив у міській раді. Він почав свої дослідження у своєму рідному місті під керівництвом Валентина Ек (Valentin Eck), вважав себе послідовником ідей Відродження гуманіста Еразма Роттердамського. Згодом він був відправлений до Кошиць, де в цей час викладав Леонард Кокс
У 1530 Стоцкел вступив до Університету Віттенберга і став студентом Мартіна Лютера і Філіпа Меланхтона. Під час свого перебування у Віттенберзі, Стоцкел мав тісні зв'язки з кожним з них, і він також працював як приватний репетитор у Лютера (1533–1536). Стоцкел залишався в Саксонії до 1539 року, коли він повернувся до Угорщини і став ректором школи у своєму рідному місті Bártfa.
Стоцкел відразу ж організував шкільну систему в євангельському дусі і в 1540 він ввів нові шкільні закони (Leges Scholae Bartphensis). Його дії скоро підняли школу до рівня німецьких і залучали студентів звідусіль.
Леонард Стоцкел — автор символу віри п'яти східнословацьких міст «Confessio Pentapolitana».

## Праці
- Leges scholae Bartphensis (1540)
- Apologia Ecclesiae Bartphensis (1558)
- Cittum nempe Cassoviensis, Leutschoviensis, Eperiessiensis, Bartphensis, Cibiniensis (Bártfa, 1560)
- Annotationes locorum communium doctrinae christianae Philippi Melanchtonis (Basel, 1561)
- Opus de Antichristo; Formulae tractandarum sacrarum concionum (Bártfa, 1578)
- Postilla, sive enarrationes erotomaticae Epistolarum et Evangeliorum anniversariorum (Bártfa, 1596)